# Joan Lorring
Joan Lorring, pseudonimo di Mary Madeline Ellis (Hong Kong, 17 aprile 1926 – Sleepy Hollow, 30 maggio 2014), è stata un'attrice statunitense.
Nel 1946 ottenne una candidatura all'Oscar alla miglior attrice non protagonista per il film Il grano è verde (1945) di Irving Rapper.

## Biografia
Nativa di Hong Kong, a seguito dell'invasione giapponese del 1939, la tredicenne Mary Madeline Ellis seguì la madre negli Stati Uniti, e con lei si stabilì a San Francisco, dove iniziò a lavorare alla radio.
Scritturata dalla MGM, che le cambiò il nome in Joan Lorring, debuttò con un ruolo secondario nel film Song of Russia (1944), quindi interpretò la parte di Pepita nel dramma Il ponte di San Luis Rey (1944), tratto dall'omonimo romanzo di Thornton Wilder.
L'anno successivo conquistò la fama grazie alla partecipazione al film Il grano è verde (1945), al fianco di Bette Davis. Il ruolo di Bessie Watty, la ragazza che ha un figlio da Morgan Evans (John Dall), rischiando di compromettere il brillante futuro di studente a Oxford del ragazzo, fece guadagnare alla Lorring una candidatura all'Oscar alla miglior attrice non protagonista.
Giunta all'apice della sua breve carriera sullo schermo, l'attrice apparve ancora in alcuni film, tra cui la commedia Il buon samaritano (1948), accanto a Gary Cooper, e La grande notte (1951) di Joseph Losey, ma si allontanò del tutto dal cinema, per farvi ritorno solo oltre vent'anni più tardi con un breve ruolo nel poliziesco L'uomo di mezzanotte (1974), interpretato da Burt Lancaster.
Avvicinatasi alla televisione, dal 1952 la Lorring partecipò a numerose serie di successo come Alfred Hitchcock presenta (1955) e Norby (1955). All'inizio degli anni cinquanta fu inoltre protagonista a Broadway nel dramma Come Back, Little Sheba, in cui interpretò il ruolo di Mary.
Alla fine degli anni settanta apparve ancora in un piccolo ruolo televisivo nella soap opera I Ryan (1979-1980), prima del definitivo ritiro dalle scene.

## Vita privata
Sposata con il medico Martin Sonenberg (morto il 27 giugno 2011), la Lorring ebbe due figlie, Santha e Andrea.

## Filmografia

### Cinema
- Song of Russia, regia di Gregory Ratoff (1944)
- Il ponte di San Luis Rey (The Bridge of San Luis Rey), regia di Rowland V. Lee (1944)
- Il grano è verde (The Corn Is Green), regia di Irving Rapper (1945)
- L'idolo cinese (Three Strangers), regia di Jean Negulesco (1946)
- La morte viene da Scotland Yard (The Verdict), regia di Don Siegel (1946)
- Orchidea bianca (The Other Love), regia di André De Toth (1947)
- Gli amanti di Venezia (The Lost Moment), regia di Martin Gabel (1947)
- Violenza (The Gangster), regia di Gordon Wiles (1947)
- Il buon samaritano (Good Sam), regia di Leo McCarey (1948)
- La grande notte (The Big Night), regia di Joseph Losey (1951)
- Imbarco a mezzanotte, regia di Joseph Losey e Andrea Forzano (1952)
- L'uomo di mezzanotte (The Midnight Man), regia di Roland Kibbee e Burt Lancaster (1974)

### Televisione
- The Philco Television Playhouse – serie TV, 1 episodio (1952)
- The Doctor – serie TV, episodio 1x14 (1952)
- The Motorola Television Hour – serie TV, 1 episodio (1954)
- Love Story – serie TV, 1 episodio (1954)
- Danger – serie TV, 1 episodio (1954)
- Suspense – serie TV, 1 episodio (1954)
- Center Stage – serie TV, 1 episodio (1954)
- Valiant Lady – serie TV, 1 episodio (1954-1955)
- Norby – serie TV, 13 episodi (1955)
- Studio One – serie TV, 2 episodi (1954-1955)
- The Elgin Hour – serie TV, 1 episodio (1955)
- Kraft Television Theatre – serie TV, 1 episodio (1955)
- Appointment with Adventure – serie TV, 1 episodio (1955)
- Goodyear Television Playhouse – serie TV, 2 episodi (1953-1955)
- The Corn Is Green – film TV (1956)
- Star Stage – serie TV, 1 episodio (1956)
- Alfred Hitchcock presenta (Alfred Hitchcock Presents) – serie TV, episodio 1x17 (1956)
- Robert Montgomery Presents – serie TV, 5 episodi (1950-1956)
- General Electric Theater – serie TV, 1 episodio (1956)
- The Nurses – serie TV, episodio 3x21 (1965)
- For the People – serie TV, 1 episodio (1965)
- The Star Wagon – film TV (1966)
- I Ryan (Ryan's Hope) – serie TV, 7 episodi (1979-1980)
- Love Boat (The Love Boat) – serie TV, 1 episodio (1980)

## Riconoscimenti
- Premio Oscar
  - 1946 – Candidatura alla miglior attrice non protagonista per Il grano è verde

## Doppiatrici italiane
- Miranda Bonansea in Il ponte di San Luis Rey
- Adriana De Roberto in Il buon samaritano
- Dhia Cristiani in L'idolo cinese
- Gabriella Genta in L'uomo di mezzanotte
- Antonella Rinaldi in Il grano è verde (ridoppiaggio)